# Alejandro Gómez Maganda
Alejandro Gómez Maganda (Primer Arenal, Guerrero; 3 de marzo de 1910-Ciudad de México; 14 de septiembre de 1984) fue un político y abogado mexicano, miembro del Partido Revolucionario Institucional. Fungió en distintos cargos importantes, como el de diputado federal, presidente del Congreso de la Unión y gobernador constitucional del Estado de Guerrero (1951-1954) ejerciendo este último cargo solo por tres años.

## Biografía

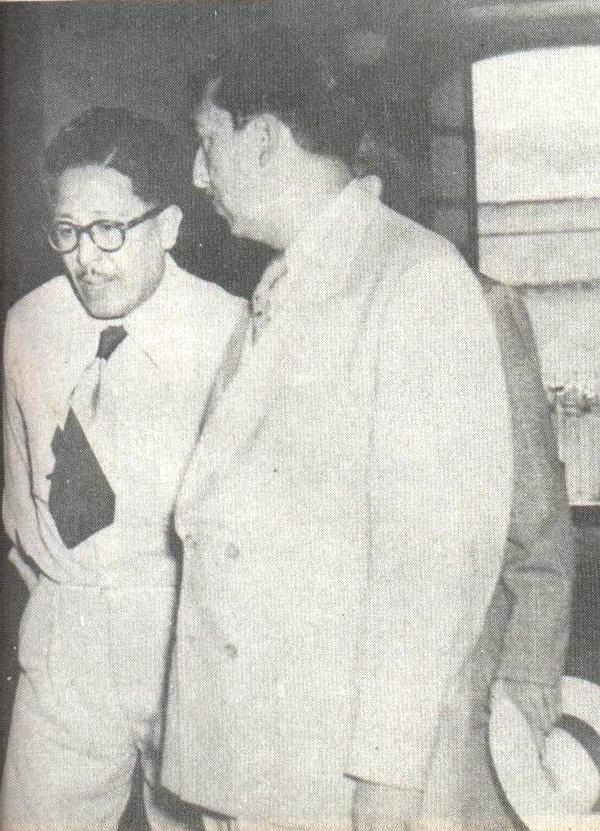
Alejandro Gómez Maganda, como Gobernador de Guerrero, recibe al presidente Miguel Alemán Valdés en dicho estado.

Nació en la localidad de Arenal de Gómez, municipio de Benito Juárez, en el estado de Guerrero, el 3 de marzo de 1910. Cursa sus estudios en la Escuela Nacional de Maestros, y después se integra en el Colegio Militar. Para 1929, ingresa a la Escuela Libre Preparatoria, allí quedaron al descubierto
sus grandes dotes de orador, que desde muy pequeño había mostrado al clamar y arengar discursos de parte del líder obrero Juan R. Escudero, en Acapulco.
Al darse a conocer la campaña del general Lázaro Cárdenas en 1933, se integra a ella donde destaca como orador; después es electo diputado federal.  
Después se le asigno un puesto diplomático por designación política en la Unión Americana asumiendo el cargo el 1 de marzo de 1936. Tras desempeñar sus funciones como cónsul en la ciudad de Los Ángeles durante un breve periodo de tiempo, fue declarado persona non grata allí por incitar a los jornaleros, los llamados "braceros" a exigir mejoras laborales y salariales. Posteriormente fue cónsul general en España y Portugal entre 1937 y 1939, durante la guerra civil española. Durante su estancia en tierras hispanas en su función de cónsul en la Ciudad de Barcelona mantuvo amistad y una extensa correspondencia con el muralista mexicano David Alfaro Siqueiros que en esa época se desempeñaba como Comandante de la 46.º Brigada Mixta del Ejército Republicano, también se volvió amigo de Octavio Paz y Elena Garro tras su visita a Barcelona en 1937.  
A su regreso a tierras aztecas, fue miembro de la Comisión de Estudios Técnicos de la Presidencia de la República de 1939 a 1940, y posteriormente ocupó el cargo de director general de Acción Social del Gobierno del Distrito Federal entre 1941 y 1943. También fue jefe de la administración de aduanas marítimas en Acapulco entre 1944 y 1945, y secretario del gobernador de Guerrero, Baltazar Leyva Mancilla, en 1946 
A su regreso al país sigue desempeñándose en su calidad de orador en campañas presidenciales como la de Manuel Ávila Camacho y en la de Miguel Alemán Valdés, este último, su cercano amigo. En el gobierno de Alemán, es electo nuevamente diputado federal para posteriormente ascender a presidente del Congreso de la Unión en 1947. 
A su regreso a Guerrero, funge como oficial mayor de la Cámara de Diputados y al estar inmiscuido en la política de dicho entidad, es electo Gobernador Constitucional del Estado de Guerrero para el periodo 1951-1957. En su gobierno realizó importantes obras como la creación del Seguro Social en el puerto de Acapulco, la expedición de dos Leyes: Hacienda Municipal y la de Responsabilidades para Funcionarios y Empleados Públicos, también se le destacó en el mejoramiento a diversos grupos de trabajadores del estado. Su mandato solo duraría tres años, cuando se declarare la Desaparición de los poderes en el estado el 20 de mayo de 1954 por supuesta violación a las garantías individuales y diferencias con el Gobierno Federal. El Congreso designó a Daniel L. Arrieta Mateos como Gobernador Sustituto para completar el periodo (1951-1957).
En 1965, toma el cargo como Embajador de México en Panamá y en 1968 en Jamaica. Posteriormente, se desempeña como Oficial Mayor del Consejo Nacional de Turismo. 
Fallece el 14 de septiembre de 1984 en la Ciudad de México.